# Sir Lady Java
Sir Lady Java, née à La Nouvelle-Orléans le 20 août 1942 et morte à Los Angeles le 16 novembre 2024, est une militante des droits des personnes transgenres, danseuse, chanteuse et actrice américaine.
Active au théâtre, à la télévision, à la radio et au cinéma à partir du milieu des années 1960 jusqu'à 1980, elle est devenue une personnalité populaire et influente de la communauté afro-Américaine LGBT de Los Angeles.

## Performance et activisme
Ses performances et ses interventions toujours plus politiques lui valent l'attention toute particulière de la police qui entreprend une campagne de harcèlement à son encontre. Le LAPD la suit et fait le rapport du moindre de ses gestes, des officiers en civils sont envoyés à ses performances, tentent des fouilles au corps pour vérifier son « vrai » genre. Ils déploient des efforts considérables pour l’intimider elle et d’autres performeuses et, en 1967, ils tentent d’exercer une pression sur le bar Redd Foxx afin qu’elle ne puisse plus faire de représentation sur leur scène.
Dans une entrevue avec Treva Ellison, elle insiste sur le fait qu’en tant que personne créole, elle aurait pu passer en tant que Latina dans le contexte racial de Los Angeles de cette époque, mais qu’elle a « fait le choix » d’être noire. Java prend à cœur de construire et solidifier une communauté composée d’autres femmes trans et personne femme non conformes dans le genre noires, notamment en mettant sa notoriété et sa visibilité à profit et en organisant des événements où il était possible de se rassembler.
Lorsque la police s’en prend directement au bar le Redd Foxx, un espace dont les propriétaires sont noirs, c’est sous le prétexte de l’infraction à la « Rule No 9 », une règle qui interdisait d’incarner une personne du sexe opposé. Il est toutefois important de ne pas interpréter ces événements comme seulement motivés par une politique transphobe. Lorsque Java manifeste contre ces intimidations et quand plus tard, avec l’aide de l’American Civil Liberties Union, porte plainte contre le LAPD, c’est une lutte contre le Racisme anti-noir qu’elle mène. Elle explique qu’elle n’avait pas constaté ce genre de pressions policières dans des espaces blancs où des performances similaires prenaient place. Elle était une cible parce qu’elle était « la reine de ceux qui étaient noirs ».
Sir Lady Java meurt à Los Angeles le 16 novembre 2024 à l’âge de 82 ans.

## Filmographie
| Année | Film               | Rôle      |
| ----- | ------------------ | --------- |
| 1976  | La Tornade Humaine | Elle-même |